# Эксабайт
Эгзаба́йт (Эбайт, ЭБ, EB) — единица измерения количества информации, равная 1018 (квинтиллион) байт.
Основной документ Международной системы единиц «Брошюра СИ» рекомендует использовать «эгза-» только для обозначения 1018, а для величины 260 применять наименование эксбибайт, введённое Международной электротехнической комиссией.